# سندرم فاور–راکوشو
سندرم فاوْر–راکوشو (فرانسوی: Favre–Racouchot syndrome‎) یک اختلال الاستین در اثر تابش نور خورشید است که در جوش‌های سرسیاه باز و متعدد در پوستِ آسیب‌دیده از نور خورشید، به‌ویژه در زیر و کنار چشم‌ها ایجاد می‌شود. جوش‌های سرسیاه منافذ بازشده برای فولیکول‌های مو و غدد چربی پوستی پر از مواد هستند. افرادی که به مدت طولانی در معرض نور آفتاب هستند، امواج فرابنفش خورشید سبب تخریب الاستین و ضخیم شدن پوست می‌شود.
درمان شامل جلوگیری از تابش مستقیم نور خورشید، قطع مصرف سیگار، رتینوئید یا ایزوترتینوین موضعی، کورتاژ و گاهی درم ابریژن است.
این سندرم نامش را از متخصصان پوست فرانسوی موریس فاور و ژان راکوشو می‌گیرد. موریس فاور نخستین بار آن را در سال ۱۹۳۲ گزارش کرد و سپس در سال ۱۹۵۱ با شاگردش ژان راکوشو جزئیات آن را تشریح کردند.